# ヴィクラマーディティヤ (空母)
ヴィクラマーディティヤ (サンスクリット: विक्रमादित्य；IAST: INS Vikramāditya) は、インド海軍の航空母艦。
ロシア海軍の重航空巡洋艦（TAvKR）「アドミラル・ゴルシコフ」を取得し、短距離離陸拘束着艦（STOBAR）方式の航空母艦として大規模改装を行った艦である。ロシア側では11430号計画と呼称されている。
艦名は、シヴァが降臨したとされる伝説上の皇子の名であり、グプタ朝を始めとするインドの諸王が号した尊称に由来する。ヴィクラマディティア、ヴィクラマディチャと表記されることもある。

## 再就役に至る経緯

### インド海軍での計画
インド海軍では、1961年に「ヴィクラント」（旧英海軍マジェスティック級「ハーキュリーズ」）を取得して、洋上航空運用能力を獲得した。1971年の第三次印パ戦争では、パキスタンの後方地域への攻撃で空軍基地を無力化して航空優勢・海上優勢を達成、バングラデシュ独立という戦略目標の達成に大きく貢献し、その有用性を強く印象づけた。このこともあり、1986年には「ヴィラート」（旧英海軍セントー級「ハーミーズ」）を取得して空母2隻体制を整備したものの、「ヴィクラント」は1945年進水という老朽艦であり、1990年代後半には退役する見込みとなっていた。このことから、空母2隻体制維持のため、1989年にはフランスのDCN社と空母設計の契約を締結した。この際の計画では、DCN社が排水量25,000トンの小型空母の設計を行い、これを基づいてインド海軍設計局が技術案を作成、コーチ国営造船所で建造を行い、1993年に1番艦が起工され、1997年には就役する予定であった。
しかし1991年、インドの主要貿易相手国であるソ連の崩壊と原油の高騰を惹き起こした湾岸戦争の発生により、インドの国際収支尻は大きく悪化し、債務のデフォルトに直面することになった (1991 Indian economic crisis) 。これに伴い、同年、政府の軍事支出委員会は、予算不足を理由として、この計画を中止して満載13,000トン級（イタリア海軍「ジュゼッペ・ガリバルディ」と同規模）に縮小するよう要求した。これを受け、海軍は17,000トンの71型軽空母を提案したが、公式承認には至らなかった。1997年には予定通り「ヴィクラント」が退役し、空母戦力は半減を余儀なくされた。さらに2012年には「ヴィラート」の退役も予定されていたことから、空母戦力維持のため、いわばストップ・ギャップとして導入されたのが本艦である。

### インド売却までの経緯

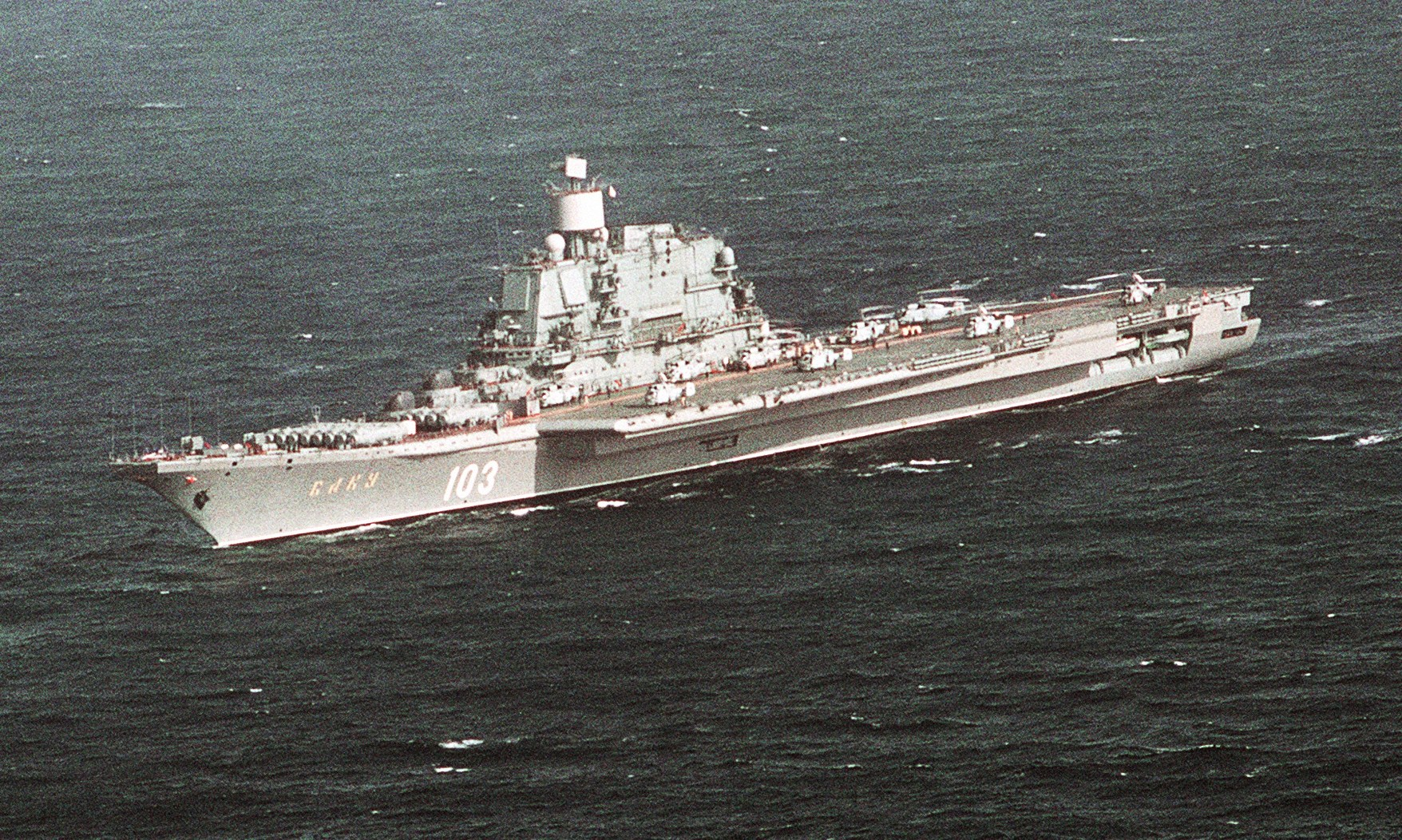
ソ連海軍の重航空巡洋艦「バクー」

本艦は元来、ソビエト連邦海軍の1143.4型重航空巡洋艦として建造されており、西側諸国ではキエフ級航空母艦の4番艦として知られていた。設計番号の通り、原型となった1143型重航空巡洋艦「キエフ」を元にした発展型で、当時現用のYak-38 V/STOL艦上攻撃機のほか新型のYak-41（のちにYak-141に改称）の運用を想定して航空艤装を拡張し、また兵装や電子機器も全体的に増強されており、艦隊配備後の1989年に行われた国防省中央監察局の視察では非常に高い評価を受けた。なお1987年に竣工した際には「バクー」と命名されていたが、1990年10月4日付けで「アドミラル・フロタ・ソヴィエツコゴ・ソユーザ・ゴルシコフ（ソ連海軍提督ゴルシコフ）」と改名した。
しかしVTOL機の応援者であったドミトリー・ウスチノフ国防相が1984年に、セルゲイ・ゴルシコフ総司令官が1985年に死去すると、海軍はVTOL機への興味を急速に失っていき、Yak-38は1991年には予備役編入され、1992年には除籍されたため、本艦は固定翼機の運用能力を失うことになった。また1991年のソ連崩壊に伴って海軍の規模は劇的に削減され、本艦の活動も不活発となった。その最中にも、Yak-38の後継となるYak-141の運用試験は精力的に進められており、順調に進めば本艦も固定翼機の運用能力を復活できる見込みであったが、同年10月の着艦時事故を受けて同機の開発は中止されてしまい、また同年と1993年、1994年には相次いで火災事故が発生した。1995年5月にムルマンスクで行われた第二次世界大戦終戦50周年記念観艦式に参加したのを最後の花道に、1995年7月、予備役編入された。
これに先駆けた1994年より、ロシア政府はインド政府と売却交渉を開始していたとされている。売却と改装に関する交渉は難航し、1998年12月には、「艦自体は無償譲渡する代わりに、修理・近代化改装費用はインド側負担とする」内容で当時のロシア首相エフゲニー・プリマコフが政府間覚書に署名するまで漕ぎ付けたが、具体的な契約額、特に改造費用を巡り両国の溝は埋まらず、引き続きインド・ロシア間で交渉が断続的に続けられた。1999年の年明け早々、インドの代表団が本艦の視察に訪れ、同年7月には、全通飛行甲板を備える航空母艦への改装が決定された。
ロシア兵器輸出公社ロスオボロンエクスポルトは、当初（2002年11月）改装費用を20億ドル、艦載機購入費用を7億ドルと見積もっていたが、2004年1月に交わされた契約は、改装費用（9億7,400万ドル）はインド側が捻出、搭載機（MiG-29K等）やその他オプションをロシアから購入する（艦載機の費用は5億2,600万ドル）ものであった。中古艦とは言え改装費用込みで9億ドル台(そもそも船体そのものは無償)と言う価格は破格であるが、これは前述の通り艦上機をロシアから購入することを承諾し、さらにTu-22M超音速爆撃機の購入と、アクラ型原子力潜水艦の建造費用を負担しこれをリース導入すると言う条件をインド側が承諾したのが理由だとされている。

### 改装工事から引渡まで

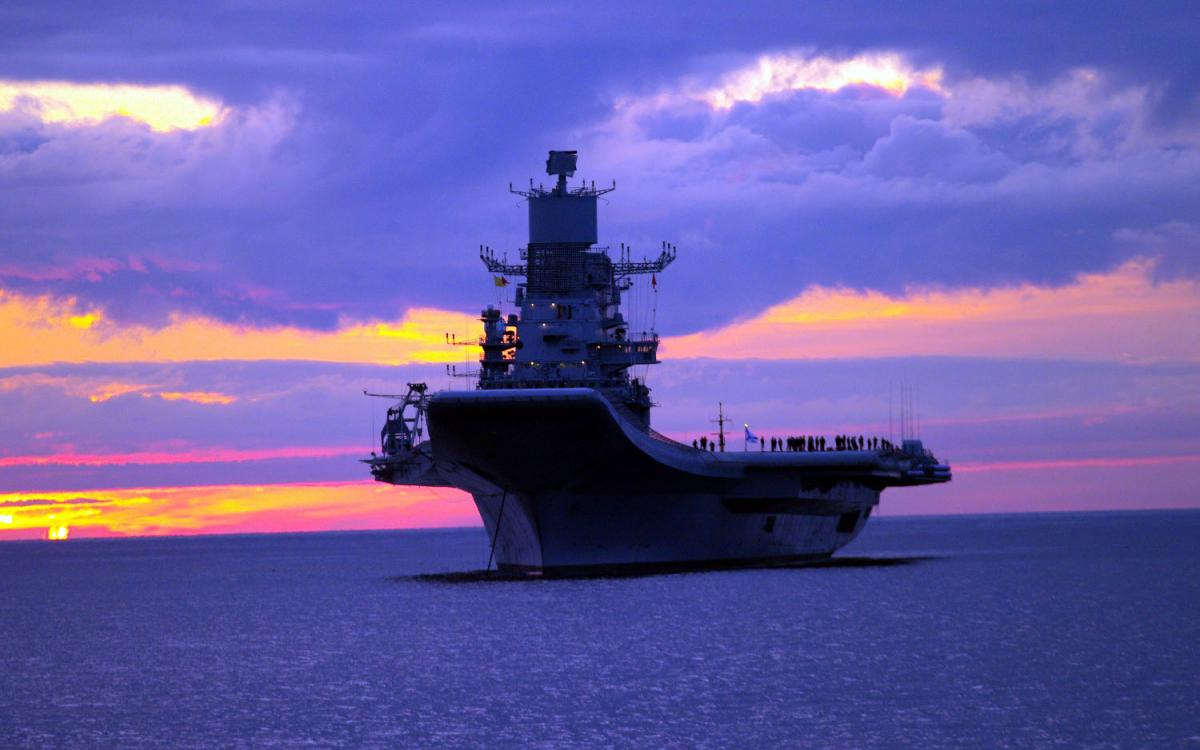
インド海軍への引渡し当日の艦影。

改装工事はセヴマシュ・プレドプリヤーチエ（北方機械建造会社、旧第402海軍工廠、セヴェロドヴィンスク市）において始まった。3月10日、本艦は正式にインド海軍に引き渡され、「ヴィクラマーディティヤ」と改名された。事業者として、大型水上艦の建造経験豊富なバルチック造船所（サンクトペテルブルク市）が棄却されて、セヴマシュが選定されたのは提示価格の安さが大きな要因だったとされるが、同社は原子力潜水艦の建造経験が豊富な一方で大型水上艦の建造経験には乏しく、以後の計画にはいくつかの蹉跌を生じることとなった。本艦の建造を担当していた黒海造船工場（チェルノモールスキイ造船所とも呼ばれる）はソビエト連邦の崩壊とともに分離独立したウクライナのムィコラーイウ（二コラーエフ）に所在していたため、セヴマシュは詳細な図面を入手できず、独力で算出した工数は過度に楽観的であり、所要期間・コストともに予定を超過することが判明した。
2008年、ロシア側は総工費を12億ドル増加する旨インド側に要求したが、インド側は価格の維持を求め、対立した。以後、工事の難航とともに対立は継続したが、2009年12月、ロシアのドミートリー・メドヴェージェフ大統領とインドのマンモハン・シン首相のトップ会談によって妥結した。この際の価格は公表されていないが、ロシア側が譲歩して23億ルーブルとなったともされている。
以後の改装工事は概ね順調に進み、2012年6月より洋上試験が開始された。しかし9月、最大速力試験中にボイラー室の中国製耐熱レンガの低品質のために、熱に耐えられず崩落するという事故が発生し、引渡しが2013年まで遅れると報道された。この問題については、2012年12月7日にインドがボイラーへのアスベスト使用に合意したことから決着している。洋上試験は2013年7月に完了した。
2013年11月16日、本艦はインド海軍へ正式に引き渡され、11月26日、インドに向けて出港、2014年1月7日、インドのカルワルに到着した。

## 設計

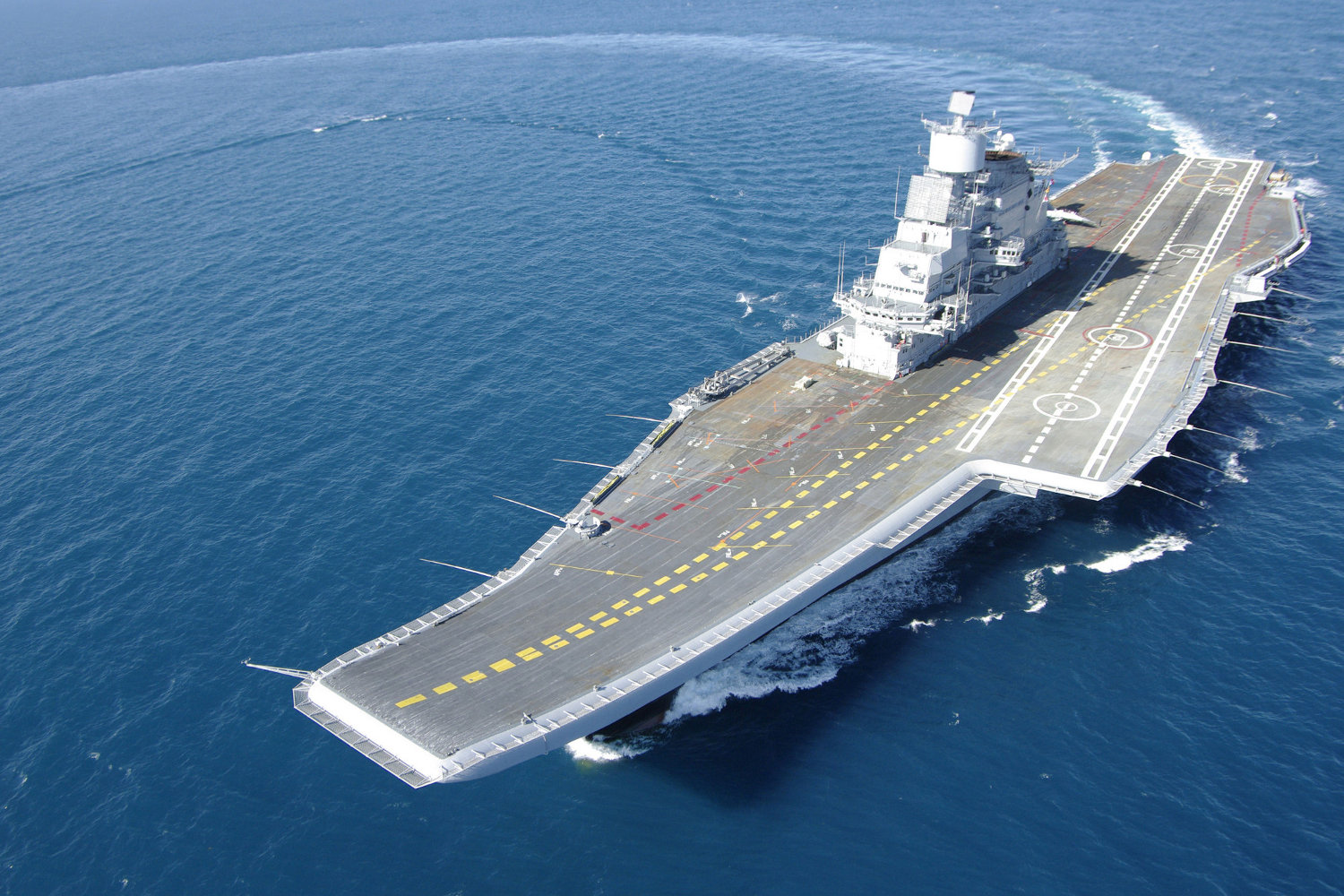
改装後の艦影。特に前甲板と艦橋構造物は一変した。

ソ連海軍式の重航空巡洋艦（TAvKR）として建造された本艦を、インド海軍仕様のSTOBAR空母とするにあたっては、大規模な改設計と改装工事が行われた。TAvKR時代から上部構造物は右舷側に寄せたアイランド型とされ、上甲板は前後に全通していたものの、このうち前甲板には艦対艦ミサイル発射筒や艦対空ミサイル発射機、艦砲などの兵装で占められており、左舷前方に張り出したアングルド・デッキ部のみが飛行甲板とされていた。これに対し、改装に伴って既存の兵装は全て撤去され、アングルド・デッキと連続した全通飛行甲板となった。また飛行甲板前端部にスキージャンプ勾配を設けたことで、全長は9メートル長くなった。
推進には、ギアード・タービン方式で蒸気タービンによりスクリュープロペラ4軸を駆動するという点では、TAvKR時代と同様である。ただし従来は、モスクワ級ヘリコプター巡洋艦以来の重油専焼式のKVN-98/64型ボイラーとTV-12-3型ギヤード・タービンを採用していたのに対し、ボイラーについては軽油に対応したKVG-3D（KVG-2M-GM）に換装されることとなった。これはKVG-3ボイラー（ソヴレメンヌイ級駆逐艦7番艦以降に搭載）の改良型であり、蒸気性状は圧力64 kgf/cm2 (910 lbf/in2)、温度470 °C (878 °F)で、発生量は毎時100トン、重量は37.5トンである。これによってガスタービンエンジン艦とも燃料が共用化される。
なお電源としてはディーゼルエンジンを原動機とする発電機が6基設置されて、合計出力18メガワットを確保している。

## 能力

### 航空運用機能

#### 発着艦設備

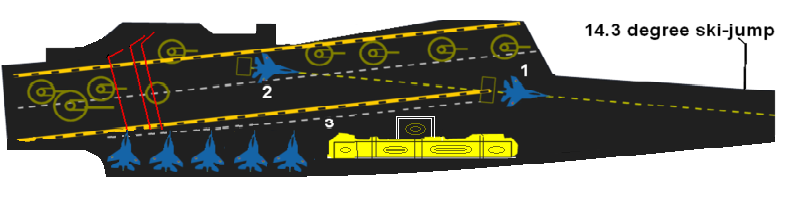
改装後の飛行甲板レイアウトの模式図。

当初は、インド海軍が既に運用中のBAe シーハリアーを搭載したSTOVL方式を検討していたが、高温多湿のインド洋においては、離着艦の挙動がエンジン推力に左右される垂直/短距離離着陸機は性能面の制約が大きいことが指摘された。TAvKR時代に搭載予定であった高性能のYak-141を搭載機として機体性能を向上させて対処することも検討されたが、こちらは開発未了であったことがネックとなった。このことから、ロシア海軍の「アドミラル・クズネツォフ」と同様、通常のCTOL機をスキージャンプ勾配を用いて発艦させてアレスティング・フックによって着艦させる、いわゆる短距離離陸拘束着艦（STOBAR）方式が選択されることになった。
「ヴィクラマーディティヤ」として改装されるにあたって艦首甲板の兵装は撤去され、本艦は全通飛行甲板を備えることになった。前甲板には傾斜角14.3度のスキージャンプ勾配が設置され、アングルド・デッキの中部からスキージャンプ勾配に向けて、2ヶ所のスタート・ポイントを備えた195メートルの発艦レーンが設定されている。またこれとX字型に交差するかたちで、アングルド・デッキ上には198メートルの着艦レーンが設定されており、3本のアレスティング・ワイヤーが設置されている。なお、ヘリコプターの運用のため、アングルド・デッキ上には6か所の発着スポットが設定されている。
航空管制・着艦誘導用としてロシア製のレジスター・レーダーが装備されたほか、ルナ（LUNA）光学着艦装置も設置されている。

#### 格納・補給
飛行甲板の下には、1層のギャラリーデッキをおいて格納庫が設けられ、長さ130メートル×幅23メートル×高さ6.6メートルを確保し、MiG-29K×21機、ヘリコプター×13機の計34機まで搭載可能ともされている。
艦上戦闘機としては、ロシア海軍で実績のあるSu-33も検討されたが、大型であるために甲板の専有面積が多く、また整備も煩雑であることがネックとなった。最終的に、Yak-141と機体規模が近く、運用要領が類似したMiG-29K（単座）及びMiG-29KUB（複座）が採用された。これは、ソ連海軍での採用を争った際にSu-33に敗退した従来モデル「9.31」ではなく、新世代の陸上機であるMiG-29M1を元に改めて開発された「9.41」（単座）および「9.47」（複座）であり、火器管制レーダーはジューク-ME、またエンジンも最新仕様のRD-33MKを搭載するなど、ほぼ別物といえるほどの進化を遂げている 。
飛行甲板と格納庫を結ぶエレベーターは積載重量20トンのものが2基設置されていたが、TAvKR時代よりも大型・大重量の航空機を運用するようになったことから、後部エレベータの積載重量は30トンに強化された。

### 個艦防御機能
TAvKR時代、主レーダーとしてはマルス・パッサート（NATO名「スカイ・ウォッチ」）が搭載されており、固定型のパッシブ・フェーズドアレイ・アンテナ4面は艦橋構造物側面に貼り付けられていた。しかしソ連崩壊後に開発が停滞していたことから、インド海軍はこれを棄却し、旋回式のポドヴェレゾヴィク（NATO名「フラット・スクリーン」）を選定した。また副レーダーも、従来はフレガート-M1が搭載されていたのに対し、改良型のフレガート-M2EMに更新された。一方、ソナーは撤去されている。
TAvKR時代には極めて強力な兵装を備えていたが、改装の際に、8基のAK-630 30mmCIWSのうち4基が残された以外は、全て撤去された。艦対空ミサイルとしては、イスラエル・インド共同開発の「バラク-8」を装備する予定だったが、開発遅延のため搭載せずに就役し、2015年に退役したゴーダーヴァリ級フリゲートの1番艦「ゴーダーヴァリ」から転用された「バラク-1」を装備した。その後、2017年にはバラク-8の試射に成功した。

## 比較表
|              |              | ヴィクラマーディティヤ | アドミラル・ゴルシコフ     |
| ------------ | ------------ | ---------------------- | -------------------------- |
| 画像         |              |                        |                            |
| 船体         | 満載排水量   | 45,500 t               | 44,490 t                   |
| 船体         | 全長         | 284 m                  | 273.1m                     |
| 船体         | 最大幅       | 60 m                   | 53 m                       |
| 機関         | 主機         | 蒸気タービン           | 蒸気タービン               |
| 機関         | 出力         | 200,000 hp             | 200,000 hp                 |
| 機関         | 速力         | 30 kt以上              | 32.5 kt                    |
| 兵装         | 砲熕         | AK-630 30mm CIWS×4基   | AK-100 100mm単装砲×2門     |
| 兵装         | 砲熕         | AK-630 30mm CIWS×4基   | AK-630 30mm CIWS×6基       |
| 兵装         | 砲熕         | AK-630 30mm CIWS×4基   | RBU-12000 10連装発射機×2基 |
| 兵装         | ミサイル     | バラク-8 VLS×48セル    | P-500連装発射筒×6基        |
| 兵装         | ミサイル     | バラク-8 VLS×48セル    | 3K95 VLS×192セル           |
| 兵装         | 水雷         | －                     | 533mm5連装魚雷発射管×2基   |
| 航空運用機能 | 搭載機数     | 30機前後               | 30機前後                   |
| 航空運用機能 | 発着形式     | STOBAR                 | STOVL                      |
| 航空運用機能 | 発艦装置     | スキージャンプ式       | なし                       |
| 航空運用機能 | 制動索       | 3索                    | なし                       |
| 航空運用機能 | エレベーター | 2基                    | 1基                        |

|              |                 | ヴィクラント           | ヴィクラマーディティヤ | シャルル・ド・ゴール   |
| ------------ | --------------- | ---------------------- | ---------------------- | ---------------------- |
| 船体         | 満載排水量      | 40,862 t               | 45,500 t               | 43,182 t               |
| 船体         | 全長            | 262.5 m                | 284 m                  | 261.5 m                |
| 船体         | 船体幅 / 最大幅 | 32.5 m / 60.84 m       | 不明 / 60 m            | 31.5 m / 64.36 m       |
| 機関         | 方式            | ギアード・タービン     | ギアード・タービン     | ギアード・タービン     |
| 機関         | 主機            | COGAG                  | ボイラー+蒸気タービン  | 原子炉+蒸気タービン    |
| 機関         | 出力            | 120,000 hp             | 180,000 hp             | 83,000 hp              |
| 機関         | 速力            | 28 kt                  | 30 kt                  | 27 kt                  |
| 兵装         | 砲熕            | AK-630 CIWS×4基        | AK-630 CIWS×4基        | 20mm単装機関砲×8基     |
| 兵装         | ミサイル        | バラク-8 VLS×32セル    | バラク-8 VLS×48セル    | アスター15 VLS×32セル  |
| 兵装         | ミサイル        | バラク-8 VLS×32セル    | バラク-8 VLS×48セル    | SADRAL 6連装発射機×2基 |
| 航空運用機能 | 発着方式        | STOBAR                 | STOBAR                 | CATOBAR                |
| 航空運用機能 | 発艦装置        | スキージャンプ         | スキージャンプ         | 蒸気式カタパルト×2基   |
| 航空運用機能 | JBD             | ―                      | ―                      | 2基                    |
| 航空運用機能 | 着艦帯          | アングルド・デッキ配置 | アングルド・デッキ配置 | アングルド・デッキ配置 |
| 航空運用機能 | 制動索          | 3索                    | 3索                    | 3索                    |
| 航空運用機能 | エレベーター    | 2基                    | 2基                    | 2基                    |
| 航空運用機能 | 搭載機数        | 40機前後               | 30機前後               | 最大40機               |

## 艦歴
2017年7月10～17日にかけて実施された日米印合同軍事演習「マラバール2017」に参加。海上自衛隊の護衛艦「いずも」「さざなみ」や、アメリカ海軍の原子力空母「ニミッツ」と各種訓練を実施。
運用予定年数は不明だが、インド海軍はセヴマシュと40年の保守整備契約を締結している。インド海軍は、元来、本艦と建造中・計画中の艦をあわせて3個空母打撃群を編成することを構想していたが、後に3隻の空母を同時に運用する計画は撤回され、「ヴィクラント」に続く2隻目の空母（Indigenous aircraft carrier-2, IAC-2）は本艦の後継艦とされた。